# Andrew Bumbalough

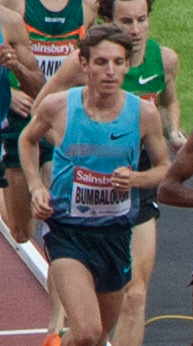
Andrew Bumbalough

Andrew Bumbalough (* 14. März 1987) ist ein US-amerikanischer Langstreckenläufer.
2011 kam er bei den Crosslauf-Weltmeisterschaften in Punta Umbría auf den 77. Platz und schied bei den Leichtathletik-Weltmeisterschaften in Daegu über 5000 m im Vorlauf aus.
Beim Leichtathletik-Continentalcup 2014 in Marrakesch wurde er Siebter über 5000 m.
2015 wurde er Fünfter beim New-York-City-Halbmarathon.
Nachdem er im Februar 2017 beim Tokio-Marathon mit 2:13:58 Stunden eine persönliche Bestleistung erzielt hatte, unterstützte er im Mai die Läufer des Breaking2-Projekts von Nike als „Pacer“ bei dem Ziel einen Marathon in unter 2 Stunden zu laufen. Der Kenianer Eliud Kipchoge scheiterte mit einer Endzeit von 2:00:25 Stunden knapp an der avisierten Marke. Im Oktober wurde Bumbalough beim Chicago-Marathon in 2:14:04 Stunden Dreizehnter.
Beim Boston-Marathon 2018 belegte Bumbalough den fünften Platz.

## Persönliche Bestzeiten
- 1500 m: 3:37,15 min, 21. Mai 2011, Los Angeles
- 1 Meile: 3:58,78 min, 6. Juni 2009, Murfreesboro
  - Halle: 3:58,46 min, 2. Februar 2008, New Haven
- 2000 m (Halle): 4:57,35 min, 15. Februar 2014, New York City
- 3000 m: 7:40,02 min, 3. September 2013, Zagreb
  - Halle: 7:37,62 min, 8. Februar 2014, Boston
- 5000 m: 13:12,01 min, 13. Juli 2013, Heusden-Zolder
  - Halle: 13:23,68 min, 1. März 2013, New York City
- 10.000 m: 27:56,78 min, 28. April 2013, Palo Alto
- Halbmarathon: 1:02:04 h, 15. März 2015, New York City
- Marathon: 2:13:58 h, 26. Februar 2017, Tokio